# Composición fotográfica

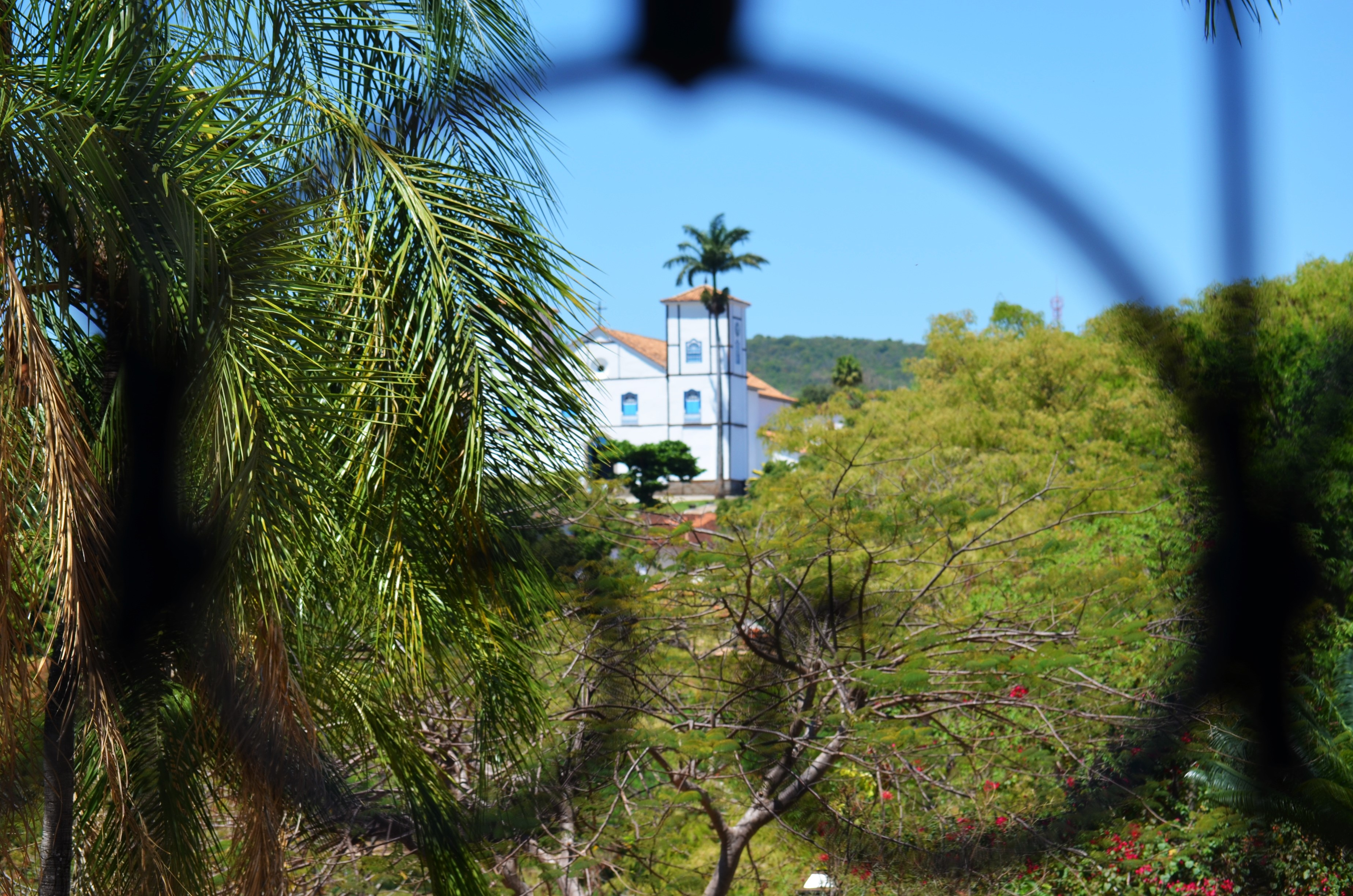
Encuadre

La composición de la imagen es la forma en que se encuadra y ubican los objetos comprendidos en una fotografía. Este artículo describe los criterios más importantes empleados en la fotografía fija, y que comparte con la pintura y el cine.

## Conceptualización
"La palabra composición proviene del latín compositio, -onis, derivado de compositium, que significa ordenar, arreglar, poner unas cosas sobre otras. En las artes plásticas, se refiere a la distribución equilibrada y armónica de diferentes elementos".
La composición fotográfica, se define entonces, como el acto de encontrar un punto de vista que sitúa todos los elementos en una posición visualmente atractiva para el espectador. Al componer una imagen, se estructuran los elementos con la finalidad de lograr impactar a través de la transmisión de un mensaje visual.
La perspectiva, el horizonte, la diagonal, la  "A", la imagen horizontal, la imagen vertical, el centro de interés, el fondo, el contraste, el equilibrio, son elementos a tener en cuenta a la hora de componer el cuadro, siendo unos conceptos que vienen originalmente de la pintura.
En cine, a diferencia del teatro o de la fotografía tradicional, la posibilidad de variar la posición de la cámara para seguir el desarrollo de la acción y resaltar distintos aspectos de la escena ( Puesta en escena ), le da un nuevo nivel de significado al encuadre. De ese modo también participa del montaje, generándose el denominado montaje dentro del plano.
La composición de una fotografía es un arte, y como tal no existen reglas ni limitaciones que hagan que una determinada composición sea mejor que otra; no obstante, basándose en los elementos comunes conocidos respecto al modo en que los seres humanos perciben y subjetivizan las imágenes, se han documentado una serie de guías que todo fotógrafo debería conocer y tener en cuenta para mejorar la transmisión de los elementos objetivos y subjetivos del tema y motivo de la imagen al espectador.

## Elementos y herramientas básicas de la composición
El ser humano cuando percibe una imagen suele hacerlo de una determinada forma y en un determinado orden; además, existen ciertos aspectos en una imagen que ayudan a captar en general la atención del cerebro y que suelen evocar ciertas sensaciones o sentimientos.
Cuando se compone una fotografía que pretenda ser algo más que una instantánea de un hecho, es decir, cuando se pretenden transmitir sensaciones o resaltar ciertos mensajes con una fotografía es preciso conocer cómo funcionan estos mecanismos de la percepción del ser humano de cara a aplicar las técnicas oportunas para transmitir lo que deseamos. En cierto modo, se puede decir que la composición es como un lenguaje subliminal para transmitir sentimientos a través de las imágenes.
Algunos elementos con los que se puede jugar en la composición son:
- La atracción de la atención hacia el centro de interés, el motivo de la imagen.
- La textura y sensaciones de tacto que puede evocar la imagen.
- La forma y el volumen de los objetos, así como la sensación de profundidad de estos en la escena.
- El contraste como elemento de atracción y resalte: contraste en el tono, el tema, los motivos,...

Para trabajar estos elementos, para modelar y transmitir mensajes en este lenguaje visual, el fotógrafo tiene a su disposición múltiples herramientas:
- Encuadre del motivo y su entorno
- Ubicación de los objetos dentro del encuadre
- Enfoque total o selectivo
- Perspectiva y ángulo de la toma
- Iluminación de la escena

## Encuadre
Consiste en la captura de la realidad exterior eligiendo y organizando los elementos que formarán parte de la composición del contenido de la imagen, es decir, aquello que el fotógrafo sitúa dentro de la fotografía y la porción de escena que elige captar. Ante un mismo motivo cada fotógrafo puede elegir hacer una fotografía diferente captando unos u otros elementos.
En esta selección de lo que sitúa dentro de la fotografía y cómo se hace, aunque ninguna es norma estricta, existen algunas directrices que se pueden tener en cuenta, a saber:
- En toda escena suele existir un motivo (aquello que deseamos destacar, el centro de interés) y fondo (aquello que rodea, decora y/o da sentido al motivo). Para resaltar el motivo el fotógrafo debe llenar el encuadre con él, esto es, hacer que ese sea el objeto principal en la escena; de este modo excluiremos del encuadre otros objetos que puedan distraer la atención del espectador sobre el que el fotógrafo ha seleccionado.

- A pesar de lo dicho en el punto anterior, es importante en el encuadre dejar un cierto margen alrededor del motivo para no atosigar la imagen. Este margen actuará como marco del motivo y, por tanto, deberá ser normalmente igual por todos los lados de la fotografía.

- La línea del horizonte suele ser una referencia visual clave para el ser humano. Normalmente esta debe mantenerse recta, horizontal. La percepción de una línea del horizonte inclinada suele llamar la atención y, si no está justificada, da al espectador la sensación de que los objetos se van a caer hacia ese lado, lo cual no suele producir buenas sensaciones.

- También es importante considerar la profundidad de campo, pues esta permite jugar con la tercera dimensión del espacio, dando la oportunidad de añadir dramatismo a la toma.

- Otro factor comunicativo importante en fotografía es la elección del formato del encuadre. La mayoría de los elementos fotosensibles (películas o sensores de imagen) tienen un formato rectangular y habrá por tanto la posibilidad de elegir un encuadre horizontal, vertical o inclinado: cada uno de ellos transmite sensaciones diferentes y tiene su campo de aplicabilidad:
  - El encuadre horizontal sugiere quietud, tranquilidad y suele utilizarse normalmente para paisajes y para retratos de grupo.
  - El encuadre vertical sugiere fuerza, firmeza y es el más apropiado normalmente para retratos (entre otras cosas porque los seres humanos somos más altos que anchos).
  - El encuadre inclinado transmite dinamismo, fuerza o inquietud y suele utilizarse como recurso ocasional para resaltar estas cualidades en el motivo de la fotografía.

|  |  |  |
|  |  |  |

Mediante estos elementos, a considerar cuando se realiza un encuadre, es posible hacer una extraordinaria transformación e interpretación de la realidad.

## Ubicación de los objetos dentro del encuadre
Es importante que el fotógrafo conozca algunos recursos cuya eficacia está demostrada y que pueden ser de utilidad para resaltar el motivo o transmitir distintas sensaciones.
En las culturas occidentales, derivado de los sistemas de escritura, las personas acostumbramos a mirar de arriba abajo y de izquierda a derecha (en las culturas árabes y orientales dependerá igualmente de su sistema de escritura). Además, la mirada no se mueve normalmente de forma uniforme sino que se suele detener en ciertos puntos equiespaciados al mismo tiempo que avanza en el recorrido que esté siguiendo. En estos puntos es donde se concentra por defecto el interés del espectador y es donde debemos colocar el motivo que deseemos resaltar en nuestras fotografías. De esta forma nace la llamada regla de los tercios, que nos indica que si dividimos la imagen a partes iguales por dos líneas horizontales y dos verticales, los cuatro puntos de intersección de dichas líneas son los que mayor atención recibirán del espectador (y en el orden antes indicado).
Debido a esto podrá deducirse igualmente que el motivo no debe ir centrado en el encuadre sino que es preferible desplazarlo ligeramente a la izquierda ya que así se obtienen imágenes menos simplistas, más atractivas y que ayudan al ojo a recorrer los puntos de atención.
Por otro lado el fotógrafo debe tener presentes las líneas dominantes de la composición que está realizando y utilizarlas para dirigir la atención del espectador, no desviarla. Se puede hallar una línea casi en cualquier cosa. Una de las normas más populares de la composición se basa en la repetición de las líneas y objetos, especialmente cuando el tema es una estructura. Las líneas pueden ser, horizontales, verticales, curvas u oblicuas. Las diagonales y líneas en "S" son mucho más interesante que las líneas paralelas, se utilizan para imprimir un cierto movimiento a las fotos.
El caso más básico de línea dominante es la de horizonte. La línea de horizonte actúa de referente para el espectador y es conveniente colocarla recta (no inclinada) y no en el centro vertical de la imagen sino a dos tercios (por arriba o por abajo) ya que si se coloca la línea del horizonte al centro se obtendrá una imagen descriptiva, inexpresiva; mientras que al bajarla o subirla estamos primando el cielo, el mar o la tierra como fondo (o incluso motivo) de la imagen.
Otro caso típico son las líneas diagonales que a menudo se forman en las fotografías: pe. una barandilla de un paseo, una acera, un camino... todos estos elementos forman líneas dominantes en la fotografía y pueden, por tanto, ser usados para conducir la atención. Un recurso habitual es colocar estas líneas en las diagonales de la fotografía haciéndolas coincidir con una o más esquinas de la misma: así el ojo recorrerá esas líneas desde las esquinas a los centros de interés ayudando a dirigir hacia ellos la atención del espectador.
Al cortar las líneas dominantes con uno de los lados de la fotografía esta parece interrumpirse bruscamente, mientras que al llevar una línea a una esquina da la sensación de continuidad.
Finalmente, es importante resaltar dos casos especiales de líneas dominantes: la mirada y el movimiento.
- La mirada de un ser humano traza una línea dominante imaginaria en la foto de gran fuerza expresiva que debe ser respetada y resaltada por el fotógrafo. Cuando la persona retratada está mirando hacia algo debe abrirse el encuadre situando a la persona a un lado y dejando un espacio libre delante de ella para ser ocupado por su mirada.

- Una persona u objeto en movimiento también describe una línea dominante imaginaria que es su trayectoria y que también puede tener gran fuerza expresiva. Cuando el motivo esté entrando en la escena es conveniente abrir el encuadre nuevamente y dejarle un espacio libre delante para que sea ocupado por su trayectoria y resaltar el efecto de movimiento.

## Enfoque total o selectivo
El enfoque es otro de los elementos fundamentales para dirigir la atención del espectador y resaltar los motivos de nuestras composiciones.
El anillo de enfoque de la cámara fotográfica nos permite enfocar a distintas distancias. Junto con aquello, controlando: 1) apertura del diafragma, 2) la Distancia Focal y 3) la Distancia entre la Cámara y el Sujeto Enfocado, podemos conseguir mayor o menor profundidad de campo en la imagen y también enfoques selectivos.
|  |  |

|  |  |

|  |  |

"El primer gran recurso artístico del enfoque selectivo es claro: resaltar el elemento enfocado (el motivo) frente a todo lo demás que está desenfocado (fondo). Este recurso es muy poderoso a la hora de fijar el centro de interés de la fotografía, y todo buen fotógrafo hace uso profuso de él."
El enfoque selectivo no deja de ser una aplicación de una reducida profundidad de campo. En fotografía de paisajes, en general, es preferible una gran profundidad de campo para abarcar todos los detalles con nitidez en todas las zonas de la fotografía. No obstante, para el retrato, la fotografía del detalle y muchas otras ocasiones suele ser preferible una profundidad de campo limitada para que solo aquello que interesa al fotógrafo aparezca nítido.

## Iluminación y color. Forma y volumen
El control de la luz y el color por parte del fotógrafo es otra herramienta poderosa a la hora de transmitir sensaciones que van más allá de la percepción visual y para dirigir la atención, algunos expertos afirman que el elemento principal de la fotografía es la luz, un buen manejo de luz dará mayor valor a la fotografía. Véase el artículo iluminación en fotografía para mayor detalle.
Así, por ejemplo, para resaltar el motivo es conveniente buscar un contraste de tono y/o color entre el motivo y el fondo. También es conveniente simplificar la composición, buscar fondos uniformes y pocos colores muy marcados en la foto; evitar los fondos llenos de detalles que puedan distraer la atención. En general es más impactante una fotografía con pocos elementos y pocos colores muy contrastados que una fotografía con muchos elementos en los que ninguno resalta especialmente sobre el resto.
Una opción vistosa para resaltar algunos motivos puede ser la de utilizar un marco natural que lo rodee como fondo (pe. un pórtico, el marco de una ventana, arreglos vegetales, etc).
Del mismo modo, los distintos tipos de luz solar pueden producir distintos tipos de sombras y matices afectando a la percepción de las texturas y los volúmenes:
- La luz del mediodía es una luz dura, intensa y que elimina las sombras, lo cual afecta negativamente a la percepción del volumen y los matices de la superficie de los objetos. En general no suele ser buena para la fotografía.
- La luz de la mañana ilumina con tonos frescos apastelados y difumina normalmente los detalles lejanos.
- La luz del atardecer ilumina lateralmente y con tonos dorados y cálidos produciendo sombras ténues y sutiles que resaltan la textura de los objetos y su volumen.

Según las estaciones la luz también es ligeramente diferente y ello también afecta a estos parámetros, y, por supuesto, el tiempo meteorológico también es crucial en este aspecto. Lo importante es que el fotógrafo sea consciente de la iluminación de que dispone en cada momento y su efecto sobre la fotografía de modo que pueda intentar contrarrestarlo (pe. con iluminación artificial, con un filtro,...) o simplemente cambiar de lugar o de punto de vista para realizar la toma en mejores condiciones.
El color también es importante ya que puede ser utilizado como otro recurso expresivo más. La saturación de color evoca intensidad y los tonos suaves tranquilidad. La cantidad de colores y su gama afecta también a la percepción del espectador y a las sensaciones que en él se pueden evocar.
Finalmente, la fotografía en blanco y negro es también muy impactante y ayuda a resaltar mejor los contrastes y las variaciones tonales (por ejemplo de la piel). Además ayuda a que el color no distraiga de otros recursos expresivos (como la forma, la textura, la expresión de una cara) que el fotógrafo desee primar.

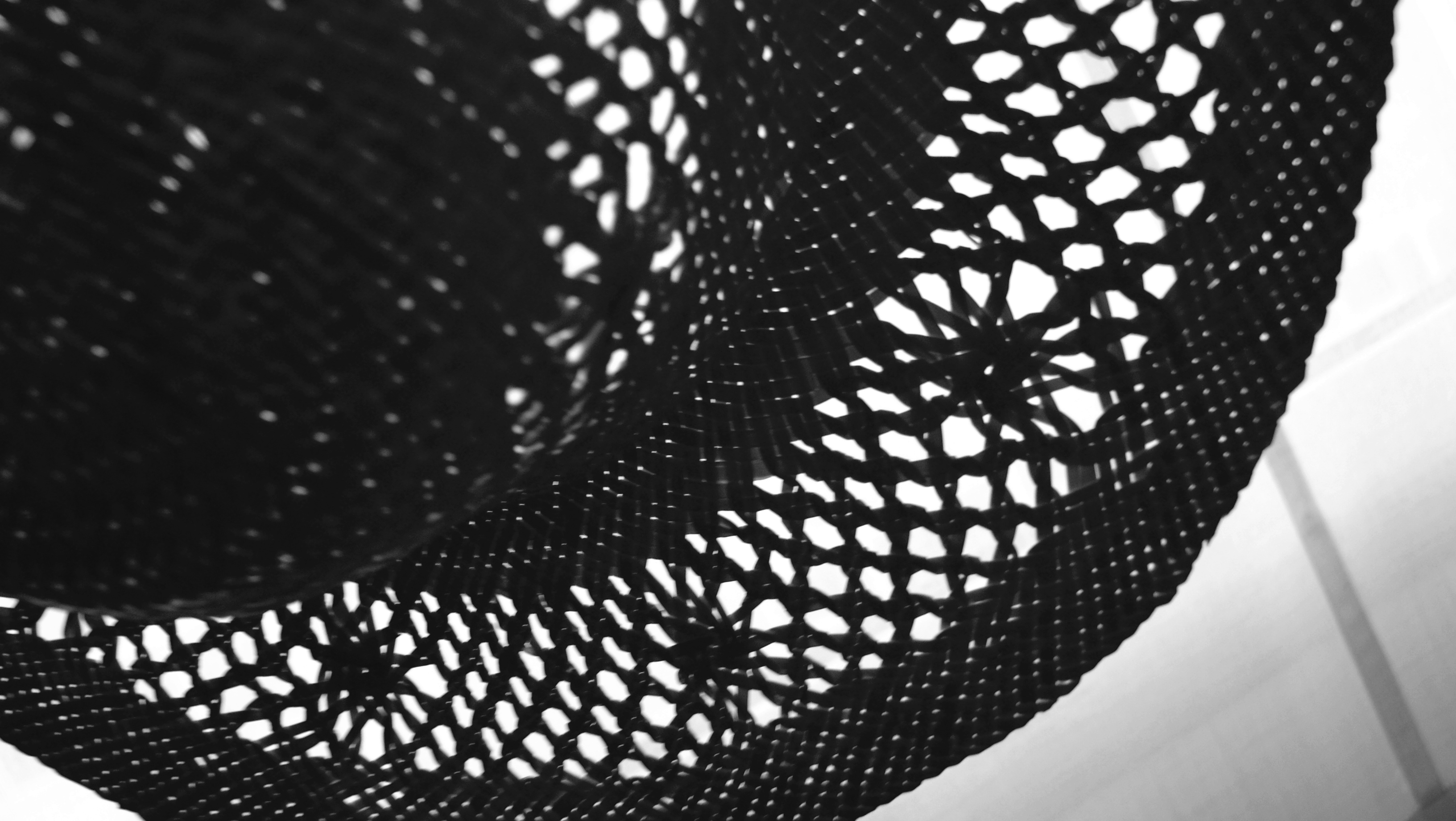
Ejemplo fotografía en blanco y negro

El retrato es uno de los grandes géneros de la fotografía ya que toma al propio ser humano y su complejidad como centro.

## El movimiento
El movimiento es uno de los principales motores de expresividad en la fotografía ya que los seres y objetos fotografiados a menudo están en movimiento mientras que la fotografía es eminentemente una instantánea congelada en la que nada se mueve.
La expresión del movimiento se consigue fundamentalmente actuando sobre el obturador y el diafragma y combinando estos elementos con otros como el enfoque selectivo.
Los dos efectos más habituales con respecto al movimiento son:
- Congelación de movimiento, es decir, conseguir que una imagen de alto dinamismo en pleno movimiento aparezca como congelada en medio de ese movimiento, de modo que proporcione al espectador la visión de un instante que normalmente el ser humano no capta de forma separada y estática. Ejemplos típicos de este efecto puede ser una fotografía de las gotas de un arroyo cayendo o un patinador en el aire en medio de un salto, etc.

- Desplazamiento del motivo, es decir, ajustar un tiempo de exposición suficientemente lento en la cámara como para que el movimiento del motivo a fotografiar, que está en movimiento, aparezca desplazado (movido) dentro de una foto en la que todo lo demás aparece nítidamente (no movido). Del mismo modo también se puede conseguir (con un barrido fotográfico perpendicular al motivo) captar una instantánea en la que el motivo permanezca nítido mientras que todo lo demás en la foto aparezca movido. Este efecto resalta de un modo espectacular el movimiento de los objetos y puede ayudar incluso a captar la atención hacia el motivo si bien su consecución requiere muchas veces de habilidad con los controles de la cámara y seguramente con un trípode.